# Kalasturnén
Kalasturnén var en årlig sommarkonsertturné i Sverige med främst svenska artister och musikgrupper. Kalasturnén grundades 1997 av Pange Öberg som också var arrangör. Från och med 2001 arrangerade United Stage turnén efter att Öberg började arbeta där. Efter 2004 gjorde turnén uppehåll men återkom 2022. 

## Medverkande artister i urval
| 1997 | Whale och Bob hund, Weeping Willows                                                                                   |
| 1998 | Bob hund, Kask, Caesars Palace, Lloyd Cole                                                                            |
| 1999 | Thåström, Jakob Hellman, Petter, Weeping Willows                                                                      |
| 2000 | Kent, Teddybears Sthlm, Sahara Hotnights, Christian Falk                                                              |
| 2001 | Bob hund, The Soundtrack of Our Lives, Lars Winnerbäck, Hats med Robert Jelinek, Spermaharen Soundsystem              |
| 2002 | Kent, Thåström, The Hellacopters, Varanteatern, Mando Diao, Alligator Fritz                                           |
| 2003 | Lars Winnerbäck, Håkan Hellström, Timbuktu, Marit Bergman, Magnus Carlson och Her Majesty                             |
| 2004 | Di Leva, Backyard Babies, Marit Bergman, Infinite Mass, Melody Club, Gmeyner, Nic & the Family och 21st Century Noise |
| 2022 | Bob hund, Markus Krunegård, Cherrie, Johnossi, David Ritschard, Gina Dirawi, Grant, Esther, Klara Keller och Gerd     |

- Under 2004 års turné ställdes spelningen med Nic & the Family i Stockholm in på grund av att deras agent bokat in dem på en annan spelning.
- Under 2022 års turné ersatte Emil Jensen både Bob hund[5] och Gina Dirawi spelningarna i Malmö och Göteborg på grund av sjukdom.[3]